# Красноармейский (Поселковое сельское поселение)
Красноармейский — посёлок в Тимашёвском районе Краснодарского края России.
Входит в состав Поселкового сельского поселения.

## Население
| 2002 | 2010 |
| ---- | ---- |
| 169  | ↘162 |

## Уличная сеть
- ул. Восточная,
- ул. Почтовая,
- ул. Южная,
- пер. Узкий[5].